# André Brunot
Pour les articles homonymes, voir Brunot.
André Gilbert François Brunot, né le 3 octobre 1879 à Prémery (Nièvre) et mort le 4 août 1973 à Boulogne-Billancourt (Hauts-de-Seine), est un acteur français, sociétaire de la Comédie-Française.

## Biographie

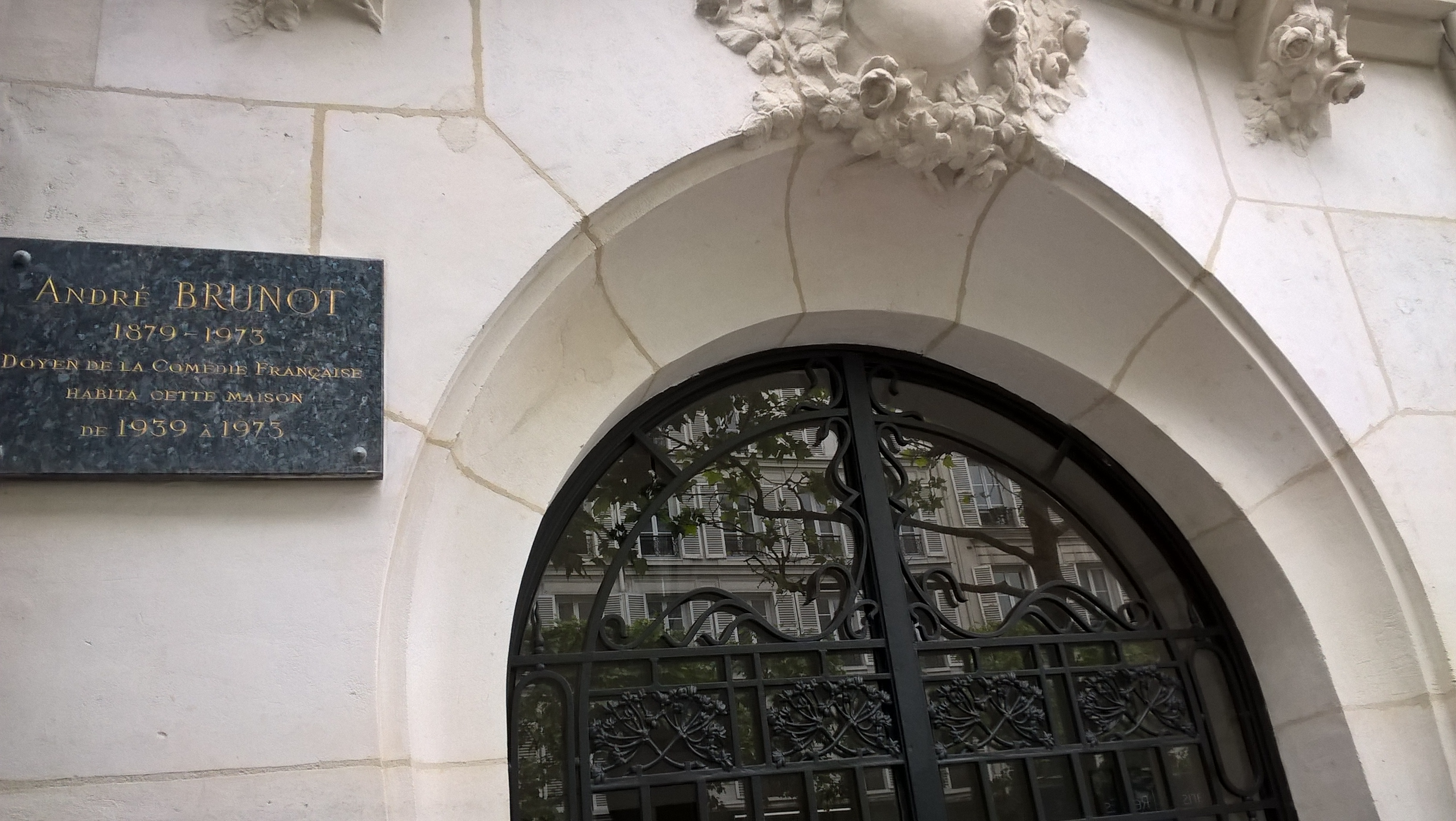
Entrée du bâtiment où a vécu André Brunot, au 54 avenue de Paris, à Vincennes.

Élève au Conservatoire de Paris, il obtient un premier prix de comédie en 1903.
Titulaire du permis de conduire, il est mobilisé dans le train des équipages comme conducteur automobile en août 1914. Nommé brigadier en mars 1917 puis maréchal des logis en janvier 1918, il sert durant toute la guerre dans le service automobile et bénéficie d'un congé de démobilisation en janvier 1919.
André Brunot est très connu dans le milieu théâtral, mais sa carrière cinématographique ne commence qu'en 1934 avec Les Précieuses ridicules de Léonce Perret. À partir de cette date, il incarne à l'écran les seconds rôles.
Il mène de front une carrière théâtrale et une carrière cinématographique, même s'il ne tourne qu'une vingtaine de films jusqu'en 1959. Son rôle le plus marquant au cinéma est celui du père Lecouvreur, patron de l'Hôtel du Nord dans le film du même nom de Marcel Carné (1938) où il est le mari de Jane Marken.
Après son départ de la Comédie-Française, il rejoint la compagnie Renaud/Barrault. Son épouse, l'actrice Madyne Coquelet, est décédée en 1975.
Il est inhumé dans le caveau familial au cimetière du Montparnasse (division 29).

## Filmographie partielle

### Cinéma
- 1910 : Les Précieuses ridicules de Georges Berr
- 1911 : Voleur d'amour de Georges Denola
- 1913 : Deux petites âmes de poupées
- 1923 : L'Affaire Blaireau de Louis Osmont : Blaireau
- 1934 : Les Précieuses ridicules de Léonce Perret
- 1938 : Entrée des artistes de Marc Allégret : Monsieur Grenaison
- 1938 : Hôtel du Nord de Marcel Carné : Émile Lecouvreur
- 1939 : Pièges de Robert Siodmak : Chef inspecteur de police Tenier
- 1941 : Le Briseur de chaînes de Jacques Daniel-Norman : Antoine Mouret
- 1942 : La Maison des sept jeunes filles d'Albert Valentin : Monsieur Adelin
- 1942 : La Belle Aventure de Marc Allégret : Le comte d'Éguzon
- 1944 : La Rabouilleuse de Fernand Rivers : Le capitaine Renard
- 1947 : Pas un mot à la reine mère de Maurice Cloche : Harry Portman
- 1947 : Vertiges de Richard Pottier : Loiseau
- 1947 : Les Requins de Gibraltar d'Emil E. Reinert : Colonel Becker
- 1948 : Le Comédien de Sacha Guitry : Monrose
- 1948 : La Nuit blanche de Richard Pottier : Lestrade
- 1948 : Le Diable boiteux de Sacha Guitry : Bartholo dans Le Barbier de Séville
- 1949 : Deux amours de Richard Pottier : Nestor
- 1953 : La Vie d'un honnête homme de Sacha Guitry : Dr. Ogier
- 1954 : Leguignon guérisseur de Maurice Labro : Dr. Martinet
- 1954 : Le Comte de Monte-Cristo de Robert Vernay : M. Morel
- 1954 : Le Rouge et le Noir de Claude Autant-Lara : L'abbé Chélan
- 1958 : Maxime d'Henri Verneuil : Le Général Le Questin, dit Chi-Chi
- 1959 : Les Affreux de Marc Allégret : Le directeur des pétroles
- 1959 : Le Déjeuner sur l'herbe de Jean Renoir : Le Curé

### Télévision
- 1957 : L'Habit vert de Marcel Cravenne
- 1966 : La Cerisaie de Jean-Paul Sassy : Firss

## Théâtre

### Comédie-Française
Entrée à la Comédie-Française le 25 septembre 1903
Sociétaire de 1910 à 1944
Doyen de 1939 à 1944
351e sociétaire
Sociétaire honoraire en 1952

### Hors Comédie-Française
- 1946 : Hamlet de William Shakespeare, mise en scène Jean-Louis Barrault, Théâtre Marigny : Polonius
- 1946 : Les Fausses Confidences de Marivaux, mise en scène Jean-Louis Barrault, Théâtre Marigny : M. Rémy
- 1947 : Les Fausses Confidences de Marivaux, mise en scène Jean-Louis Barrault, Théâtre des Célestins
- 1947 : Amphitryon de Molière, mise en scène Jean-Louis Barrault, Théâtre Marigny
- 1948 : Occupe-toi d'Amélie de Georges Feydeau, mise en scène Jean-Louis Barrault, Théâtre Marigny
- 1949 : La Seconde Surprise de l'amour d'Alfred de Musset, mise en scène Jean-Louis Barrault, Théâtre Marigny : Hortensius
- 1949 : On purge bébé de Georges Feydeau, mise en scène Jean-Louis Barrault, Théâtre Marigny : Adhéaume Chouilloux
- 1949 : Élisabeth d'Angleterre de Ferdinand Bruckner, mise en scène Jean-Louis Barrault, Théâtre Marigny : Lord Cecil
- 1949 : Le Bossu de Paul Féval et Anicet Bourgeois, mise en scène Jean-Louis Barrault, Théâtre Marigny : Cocardasse
- 1950 : Malatesta d'Henry de Montherlant, mise en scène Jean-Louis Barrault, Théâtre Marigny : Platina
- 1950 : Les Poèmes que nous aimons, Boubouroche de Georges Courteline, Théâtre des Célestins
- 1951 : Le Soulier de satin de Paul Claudel, mise en scène Jean-Louis Barrault, Théâtre des Célestins
- 1951 : Lazare d'André Obey, mise en scène Jean-Louis Barrault, Théâtre Marigny : Mermons
- 1951 : On ne badine pas avec l'amour d'Alfred de Musset, mise en scène Jean-Louis Barrault, Théâtre Marigny : Maître Blazius
- 1955 : Intermezzo de Jean Giraudoux, mise en scène Jean-Louis Barrault, Théâtre Marigny, Théâtre des Célestins : le maire
- 1955 : La Cerisaie d'Anton Tchekhov, mise en scène Jean-Louis Barrault, Théâtre des Célestins
- 1955 : Occupe-toi d'Amélie de Georges Feydeau, mise en scène Jean-Louis Barrault, Théâtre Marigny
- 1957 : Le Cœur volant de Claude-André Puget, mise en scène Julien Bertheau, Théâtre Antoine : Frère Timothée
- 1957 : L'Habit vert de Robert de Flers et Gaston Arman de Caillavet, mise en scène Marcel Cravenne : Ernest Durand[9]
- 1958 : Le Soulier de satin de Paul Claudel, mise en scène Jean-Louis Barrault, Théâtre du Palais-Royal
- 1958 : Un roi, deux dames et un valet de François Porché d'après Madame Simone, mise en scène Jacques Sereys, Odéon-Théâtre de France : Aubigné
- 1959 : La Petite Molière de Jean Anouilh, mise en scène Jean-Louis Barrault, Grand théâtre de Bordeaux, Odéon-Théâtre de France : Mignard
- 1959 : Les Fausses Confidences de Marivaux, mise en scène Jean-Louis Barrault, Odéon-Théâtre de France
- 1960 : La Cerisaie d'Anton Tchekhov, mise en scène Jean-Louis Barrault, Odéon-Théâtre de France : Firss
- 1960 : Occupe-toi d'Amélie de Georges Feydeau, mise en scène Jean-Louis Barrault, Odéon-Théâtre de France
- 1961 : Le Voyage de Georges Schehadé, mise en scène Jean-Louis Barrault, Odéon-Théâtre de France : le Père Lamb
- 1963 : La Cerisaie d'Anton Tchekhov, mise en scène Jean-Louis Barrault, Odéon-Théâtre de France

## Décorations
- Officier de la Légion d'honneur (5 aout 1939)
- Officier de l'Instruction publique
- Médaille d'honneur de la mutualité (Argent)